# Race nordique

Femme suisse de « type nordique », selon l'ouvrage d'Augustus Henry Keane, Man, Past and Present (1899).

La « race nordique » est un concept anthropologique qui a marqué le XIXe siècle et la première moitié du XXe siècle. Ce concept est aujourd'hui considéré comme idéologique et non scientifique.

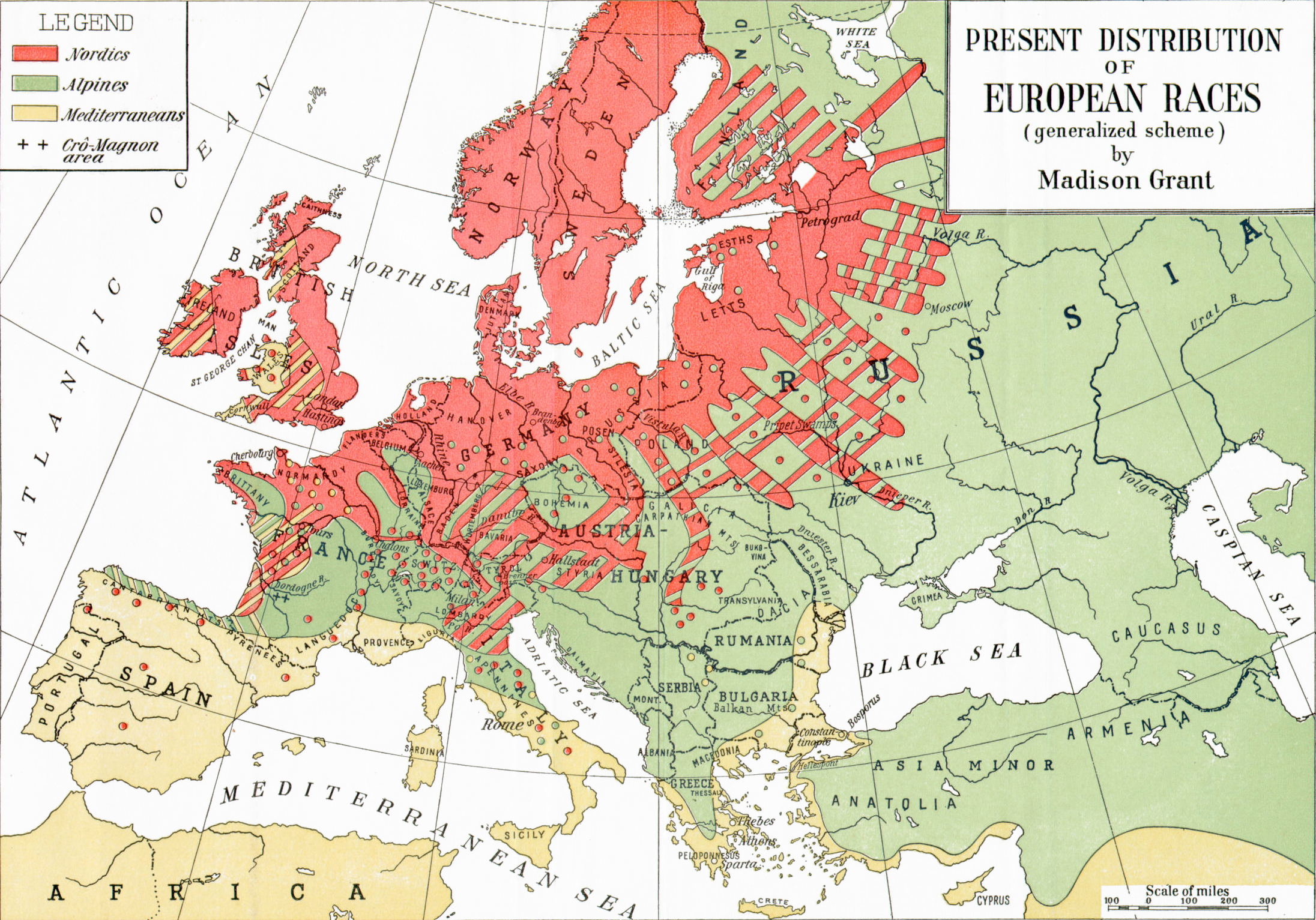
Répartition des différentes « races » de l'Europe, selon Madison Grant dans son ouvrage The Passing of the Great Race (1916).
« Race méditerranéenne »
«Race alpine »
« Race» nordique

## Genèse du concept
Ce terme est apparu sous la plume de l'anthropologue Joseph Deniker qui le définissait comme un groupe ethnique, propre à des individus présentant une communauté de caractères physiques visibles ou mesurables : cheveux lisses, couleur d'yeux claire, épiderme clair, haute stature et crâne dolichocéphale. Il y distinguait six branches principales (nordique, littoral, oriental, dinarique, ibérique et occidentale) et quatre branches mixtes ou intermédiaires (subnordique, nord-occidentale, vistulienne, subadriatique).
Deniker s'écartait donc de l'approche antérieure de Meiners et Blumenbach, qui faisait reposer la notion de peuple caucasien sur l’hypothèse de « peuples autochtones », et pour qui l'environnement régissait le phénotype, ou apparence physique, des hommes d'une région de la Terre. Deniker s'en remettait, lui, à l'observation directe des caractéristiques physiques mesurables des individus.
Emmanuel Mounier évoque la race nordique dans son Traité du caractère.

## Controverses
L'un des premiers, l'hygiéniste berlinois Rudolf Virchow a critiqué cette classification comme non scientifique, en raison de la dispersion des données craniométriques présentées à l'appui de cette thèse. Au congrès d'anthropologie de Karlsruhe (1885), Virchow alla jusqu'à dénoncer ce « mysticisme nordique », tandis qu'un de ses collaborateurs, Josef Kollmann, établit que les peuples d'Europe, qu'ils soient allemands, Italiens, britanniques ou français, constituaient un mélange de plusieurs races ; il ajouta que « les données de la craniologie jetaient un doute sur la prétendue supériorité d'une race européenne sur l'autre. »